# Стенли Милър
Стенли Л. Милър (Stanley L. Miller, р. 1930) е американски химик, ученик на Харолд Юри, заедно с който провежда известен експеримент през 1953 г. Милър синтезира алдехиди и кетони като пуска електрически искри в смес от водни пари, амоняк, метан и циановодород, а вследствие на опита получава и аминокиселини. С експеримента си Милър оказва влияние върху съвременните схващания за произхода на живота.